# King of Thieves
King of Thieves is een Britse kraakfilm uit 2018, geregisseerd door James Marsh. De film is gebaseerd op het waargebeurde verhaal van de grootste juwelenroof in de Britse geschiedenis, die plaatsvond in 2015 in de Hatton Garden in Londen.

## Verhaal
De oude en ooit beroemde dief Brian Reader, bereid zich samen met een aantal gepensioneerde mannen een grote inbraak voor dat plaats moet vinden in de Hatton Garden Safe Deposit tijdens het paasweekend. Op zeer onhandige wijze lukt het de mannen 200 miljoen euro aan juwelen en geld buit te maken. Om de buit eerlijk te verdelen ontstaat er al snel onenigheid. Als ondertussen de gepleegde roof naar buiten wordt gebracht, komt er een onderzoek dat zowel het Britse publiek als de media fascineert.

## Rolverdeling
| Acteur          | Personage                |
| --------------- | ------------------------ |
| Michael Caine   | Brian Reader             |
| Jim Broadbent   | Terry Perkins            |
| Tom Courtenay   | John Kenny Collins       |
| Charlie Cox     | Basil                    |
| Paul Whitehouse | Carl Wood                |
| Michael Gambon  | Billy "The Fish" Lincoln |
| Ray Winstone    | Danny Jones              |